# Егер, Кен
Кен Егер (нем. Ken Jäger; род. 30 мая 1998) — швейцарский хоккеист, нападающий клуба «Лозанна» (с 2020 года). Серебряный призёр чемпионата мира 2024 года.

## Карьера
Егер дебютировал в Швейцарской национальной лиге в сезоне 2016/2017 годов в составе ХК «Давос».
В 2018 году ненадолго присоединился к шведскому хоккейному клубу «Рёгле», а затем перешёл в «Вестервик».
В сезоне 2020/2021 годов Егер вернулся в Швейцарию, присоединившись к составу «Лозанны». В сентябре 2022 года подписал с «Лозанной» контракт до конца сезона 2025/2026 годов.

## Карьера в сборной
В 2020 году сыграл в составе молодёжной сборной на чемпионате мира, где его команда заняла 8-е место.
На чемпионате мира 2024 года дебютировал в составе первой национальной сборной Швейцарии и сразу же стал серебряным призёром. Сыграл шесть игр, забил одну шайбу и выполнил одну результативную передачу.
В 2025 году Егер был включен в состав первой сборной для участия в чемпионате мира, который проходил в Швеции и Дании.